# Just Dance (Lied)
Just Dance (deutsch: „Tanze einfach“) ist ein Dance-Pop-Lied der US-amerikanischen Popsängerin Lady Gaga. Geschrieben wurde das Lied von Lady Gaga, produziert von RedOne. Akon und Colby O’Donis unterstützten Lady Gaga als Gäste. Der Song wurde als erste Single von Lady Gagas Debütalbum The Fame veröffentlicht. Lady Gaga schrieb den Song in zehn Minuten. Just Dance hat Einflüsse von R&B. Der Text handelt von einem Besuch im Nachtclub.
Der Song wurde ein kommerzieller Erfolg und erreichte die Spitze der Charts in den USA, Australien, Kanada, Irland, den Niederlanden und Großbritannien sowie die Top Ten in vielen anderen Ländern. In den Billboard Hot 100-Charts verbrachte Just Dance bereits 5 Monate in den Charts, bevor das Lied im Januar 2009 die Spitze der Billboard Hot 100 erreichte. Das Lied wurde eine Woche, bevor es Platz 1 erreichte, 419.000 Mal innerhalb einer Woche heruntergeladen und erreichte somit den dritten Platz unter den in einer Woche am meisten heruntergeladenen Lieder. Dadurch erreichte Just Dance die Spitze der Charts und wurde die zweitbeste verkaufte Single als Download aller Zeiten. Außerdem wurde Just Dance 2009 für einen Grammy in der Kategorie Beste Dance-Aufnahme nominiert.
Das Musikvideo zeigt Lady Gaga, wie sie auf eine Party geht und dort feiert.

## Entstehung und Inspiration

Lady Gaga singt Just Dance auf der Monster-Ball-Tour

In einem Interview erzählte Lady Gaga: „Mir war langweilig, also schrieb ich den Song in 10 Minuten mit RedOne, und zum ersten Mal durfte ich in ein Aufnahmestudio in Hollywood gehen.“
Gaga schrieb Just Dance im Januar 2007, sie sagte, dass „es eine lange Arbeit war und viele Leute es am Anfang nicht glauben konnten“.
In einem weiteren Interview erklärte Lady Gaga, dass „Just Dance ein super Lied sei, das Leute in gute Stimmung bringe“. Gaga erklärte später, dass sie mit Just Dance einen wunderschönen Song schreiben wollte. Auf die Frage, warum ihr Song so erfolgreich ist, sagte Gaga:

„Jeder will einen Song, der einen selbst anspricht. Es ist ein Lied, das sich gut anfühlt wenn man es hört, es macht dich glücklich.“

## Musik und Text
Just Dance ist ein Dance-Pop-Song. Der Song kombiniert Beat mit Dance-Pop und enthält R&B-Einflüsse. Der Inhalt des Songtextes stellt eine Person dar, die in einen Nachtclub, eine Disko oder auf eine Tanzparty geht.

## Kritiken
Der Song wurde vielfach positiv bewertet. Matthew Chisling von Allmusic beschreibt den Song als galaktisch und verglich ihn mit Money Honey, einem Titel von The Fame. Alex Petridis von The Guardian verglich Just Dance mit Nelly Furtados Song Maneater.

## Kommerzieller Erfolg

### Chartplatzierungen
Just Dance war in den USA ein Club-Hit, der im Sommer 2008 auf Platz zwei in den Hot Dance Airplay Charts und Hot Dance Club Play Charts einstieg.
Der Song debütierte in den Billboard Hot 100 auf dem 76. Platz am 16. August 2008. Er erreichte Platz 2 in den Charts, nachdem er 419.000 Mal in einer Woche heruntergeladen wurde. In der gleichen Woche erreichte der Song Platz 1 in den Pop 100.
In der nächsten Woche erreichte der Song nach langer Zeit Platz 1 der Billboard Hot 100; er hatte 22 Wochen gebraucht, um die Spitzenposition der Charts zu erreichen.
| ChartsChartplatzierungen       | Höchstplatzierung | Wochen |
| ------------------------------ | ----------------- | ------ |
| Deutschland (GfK)              | 10 (54 Wo.)       | 54     |
| Österreich (Ö3)                | 8 (51 Wo.)        | 51     |
| Schweiz (IFPI)                 | 8 (56 Wo.)        | 56     |
| Vereinigte Staaten (Billboard) | 1 (49 Wo.)        | 49     |
| Vereinigtes Königreich (OCC)   | 1 (59 Wo.)        | 59     |

| ChartsJahrescharts (2009)      | Platzierung |
| ------------------------------ | ----------- |
| Deutschland (GfK)              | 34          |
| Österreich (Ö3)                | 38          |
| Schweiz (IFPI)                 | 20          |
| Vereinigte Staaten (Billboard) | 3           |
| Vereinigtes Königreich (OCC)   | 3           |

| ChartsJahrescharts (2000–2009) | Platzierung |
| ------------------------------ | ----------- |
| Österreich (Ö3)                | 11          |
| Vereinigte Staaten (Billboard) | 35          |

### Auszeichnungen für Musikverkäufe
| Land/Region                  | Auszeichnungen für Musikverkäufe (Land/Region, Auszeichnung, Verkäufe) | Verkäufe   |
| ---------------------------- | ---------------------------------------------------------------------- | ---------- |
| Australien (ARIA)            | 12× Platin                                                             | 840.000    |
| Belgien (BRMA)               | Gold                                                                   | 15.000     |
| Brasilien (PMB)              | Diamant                                                                | 250.000    |
| Dänemark (IFPI)              | 2× Platin                                                              | 30.000     |
| Deutschland (BVMI)           | 2× Platin                                                              | 600.000    |
| Frankreich (SNEP)            | —                                                                      | 88.000     |
| Italien (FIMI)               | Platin                                                                 | 100.000    |
| Japan (RIAJ)                 | Gold (Mobile Downloads) · + Gold (Downloads)                           | 200.000    |
| Kanada (MC)                  | Diamant                                                                | 800.000    |
| Neuseeland (RMNZ)            | 4× Platin                                                              | 120.000    |
| Norwegen (IFPI)              | 3× Platin                                                              | 180.000    |
| Österreich (IFPI)            | 2× Platin                                                              | 60.000     |
| Schweden (IFPI)              | Platin                                                                 | 20.000     |
| Schweiz (IFPI)               | 2× Platin                                                              | 60.000     |
| Spanien (Promusicae)         | Platin                                                                 | 40.000     |
| Südkorea (KMCA)              | —                                                                      | 122.559    |
| Vereinigte Staaten (RIAA)    | 11× Platin                                                             | 11.000.000 |
| Vereinigtes Königreich (BPI) | 3× Platin                                                              | 2.100.000  |
| Insgesamt                    | 3× Gold · 34× Platin · 3× Diamant ·                                    | 16.625.559 |

Hauptartikel: Lady Gaga/Auszeichnungen für Musikverkäufe